# Kristina Clonan
Kristina Clonan (13 aprile 1998) è una pistard e ciclista su strada australiana.

## Palmarès

### Pista
- 2017

ITS Melbourne GP, Omnium
Campionati australiani, Americana (con Macey Stewart)
Campionati oceaniani, Americana (con Macey Stewart)
- 2018

GP Prostejov, Americana (con Alexandra Manly)
GP Prostejov, Omnium
1ª prova Coppa del mondo 2018-2019, Inseguimento a squadre (Saint-Quentin-en-Yvelines, con Georgia Baker, Ashlee Ankudinoff e Macey Americana )
Campionati oceaniani, Inseguimento a squadre (con Georgia Baker, Ashlee Ankudinoff e Macey Stewart)
Campionati australiani, Americana (con Maeve Plouffe)
Campionati australiani, Inseguimento a squadre (con Lauren Robards, Liliana McLennan e Francesca Sewell)
- 2020

Campionati australiani, 500 metri a cronometro
Campionati australiani, Keirin
Campionati australiani, Velocità
- 2021

Campionati australiani, 500 metri a cronometro
Campionati australiani, Keirin
Campionati australiani, Velocità
Tasmania Carnivals - Devonport, Keirin
Tasmania Carnivals - Devon port, Scratch
Tasmania Carnivals - Burnie, Keirin
- 2022

Bell Helmets Open, Keirin
Austral, Velocità
Campionati australiani, 500 metri a cronometro
Campionati australiani, Keirin
Campionati australiani, Velocità
Campionati australiani, Velocità a squadre (con Molly McGill, Deneaka Blinco e Jacqui Mengler-Mohr)
Campionati oceaniani, 500 metri a cronometro
2ª prova Coppa delle Nazioni, 500 metri a cronometro (Milton)
Giochi del Commonwealth, 500 metri a cronometro
Tasmania Carnivals - Launceston, Keirin
Tasmania Carnivals - Devon port, Keirin
Tasmania Carnivals - Devon port, Scratch
Tasmania Carnivals - Burnie, Keirin
- 2023

Adelaide Track League, Velocità
Campionati oceaniani, 500 metri a cronometro
Campionati oceaniani, Keirin
Campionati oceaniani, Velocità a squadre (con Alessia McCaig e Molly McGill)
Campionati australiani, Velocità
Campionati australiani, Velocità a squadre (con Molly McGill e Jacqui Mengler-Mohr)
Austral, Velocità
Austral, Keirin
- 2024

Campionati oceaniani, 500 metri a cronometro
Campionati oceaniani, Keirin
Campionati oceaniani, Velocità
Tasmania Carnivals - Burnie, Keirin

### Strada
- 2015 (Juniores, una vittoria)

Campionati oceaniani, Prova in linea Junior

## Piazzamenti

### Competizioni mondiali
- Campionati del mondo su pista

Aigle 2016 - Inseguimento a squadre Junior: 7ª
Aigle 2016 - Scratch Junior: 3ª
Hong Kong 2017 - Scratch: 9ª
Saint-Quentin-en-Yvelines 2022 - Velocità: 14ª
Saint-Quentin-en-Yvelines 2022 - 500 metri a cronometro: 5ª
Saint-Quentin-en-Yvelines 2022 - Keirin: 13ª
Glasgow 2023 - Velocità individuale: 13ª
Glasgow 2023 - 500 metri a cronometro: 2ª
Glasgow 2023 - Keirin: 7ª
Ballerup 2024 - Keirin: 13ª
Ballerup 2024 - 500 metri a cronometro: 6ª
Ballerup 2024 - Velocità a squadre: 3ª